# 200 de Kaisarianí
Les 200 de Kaisarianí, en grec moderne : Οι 200 της Καισαριανής / I 200 tis Kaisarianí, sont 200 communistes grecs, exécutés, le 1er mai 1944, à Kaisarianí, en banlieue d'Athènes, en Grèce, par les autorités d'occupation nazies, en représailles au meurtre d'un général allemand par les forces de résistance grecques. 

## Contexte
La Grèce est sous le régime dictatorial et farouchement anticommuniste des Métaxas, depuis 1936. Les membres du Parti communiste de Grèce sont persécutés et emprisonnés, principalement dans les prisons d'Acronauplie et de Corfou, ou envoyés en exil intérieur dans de petites îles.
Avec l'invasion allemande de la Grèce et le début de l'occupation de la Grèce, par l'Axe, en avril 1941, les prisonniers communistes sont placés sous contrôle allemand. Après la reddition de l'Italie, en septembre 1943, la plupart des prisonniers communistes, auparavant détenus dans le camp de concentration italien de Larissa, sont transférés au camp de concentration de Chaïdári, dans la banlieue nord-ouest d'Athènes.

## Exécutions

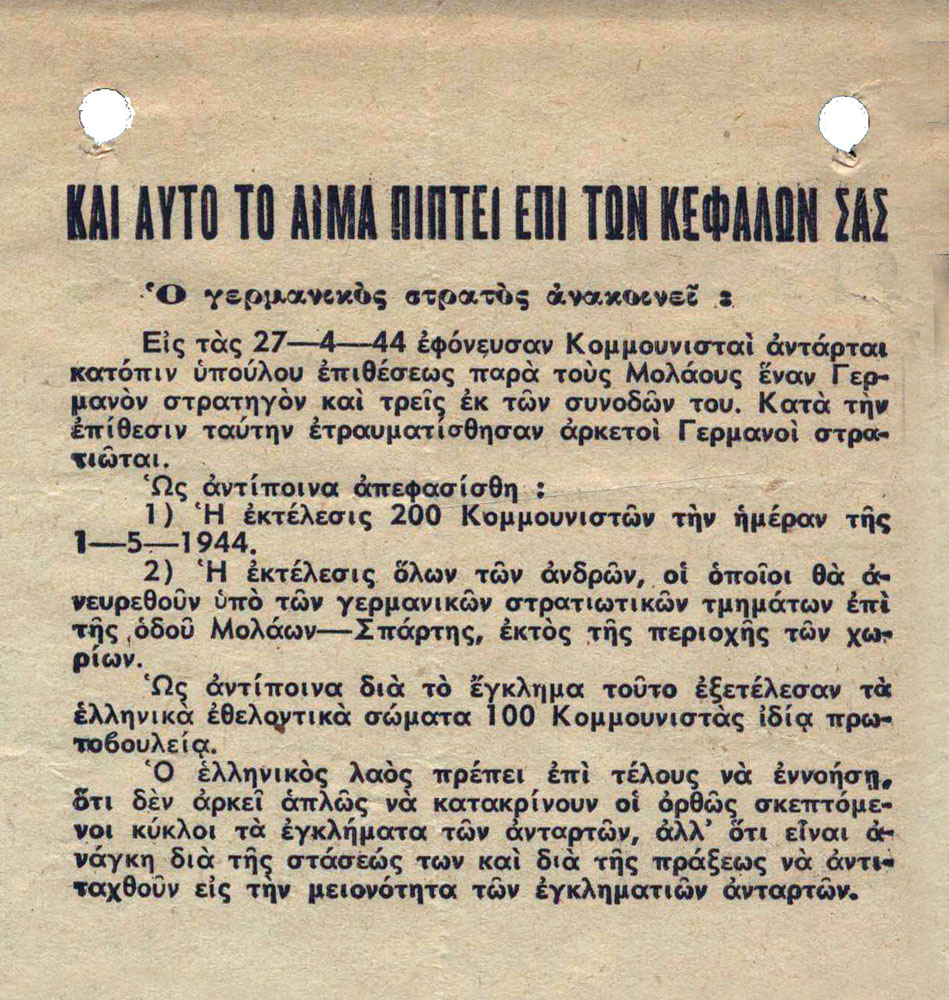
Un tract annonçant l'exécution de 200 prisonniers communistes à Kaisarianí, Athènes, Grèce, le 1er mai 1944 par les forces d'occupation allemandes, en représailles au meurtre d'un général allemand par des partisans grecs.

Le 27 avril 1944, les partisans de l'Armée populaire de libération nationale grecque (ELAS) tendent une embuscade et tuent le général allemand Franz Krech et trois autres officiers allemands, à Molái en Laconie. En représailles, les autorités d'occupation allemandes annoncent, par proclamation, l'exécution de 200 communistes, le 1er mai, ainsi que l'exécution de tous les hommes trouvés, par les troupes allemandes, en dehors de leurs villages, sur la route Sparte-Moláoi. En outre, la proclamation allemande rapporte que « sous l'effet de ce crime, des volontaires grecs ont, de leur propre initiative, tué 100 autres communistes »,.
Le 30 avril, la nouvelle des exécutions imminentes se répand dans le camp de Chaïdári. Le commandant du camp, Fischer, appelle les contremaîtres de l'atelier, tous d'anciens détenus d'Acronauplie, et  demande quels autres prisonniers pourrait les remplacer, car, apparemment, ils vont être transférés dans un autre camp, le lendemain, avec les détenus de la prison de Chalcis. Interprétant ce déplacement comme un prétexte à leur exécution, tous les prisonniers d'Acronauplie font leurs adieux à leurs camarades et une fête d'adieu improvisée a lieu dans le bloc cellulaire 3 du camp. Le lendemain matin, les détenus de Chalcis sont transférés du camp dans des camions. Le commandant du camp, Fischer, procède ensuite à un appel nominal et sélectionne les 200 prisonniers à exécuter - presque tous les anciens détenus d'Acronauplie (environ 170), les anciens exilés d'Anafi et quelques autres emprisonnés par les Allemands,. Selon des témoins oculaires, les prisonniers réagissent avec défi, en chantant l'hymne national grec, la chanson de la danse de Zálongo et la chanson des prisonniers d'Acronauplie, alors même que les camions arrivent pour les faire descendre.
Les 200 prisonniers sont amenés au champ de tir de Kaisarianí (el), où ils sont exécutés par groupes de vingt. Les corps sont enterrés dans le 3e cimetière d'Athènes. Parmi les exécutés figuraient Napoleon Soukatzidis (en) et Stélios Sklávainas (el) (connu pour l'accord du pacte Sophoulis-Sklavainas d'avant la guerre).

## Commémorations

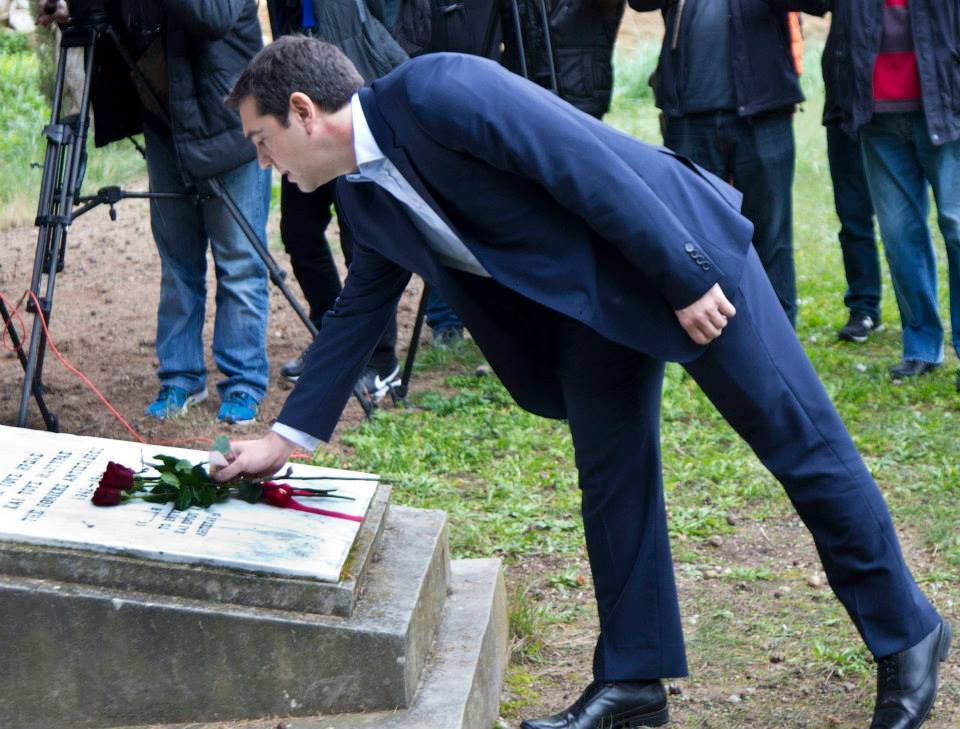
Dépôt de roses, au mémorial, par Aléxis Tsípras (26 janvier 2015).

Ces exécutions sont un événement majeur de la résistance grecque contre les forces de l'Axe, et résonnent encore aujourd'hui parmi la gauche grecque.
Lorsque le 1er mai 1950, la célébration de la Journée internationale des travailleurs est autorisée pour la première fois, depuis 1936, (le régime de Métaxas l'a abolie peu après), elle se tient au champ de tir de Kaisarianí. La foule réclame l'amnistie pour les délits politiques et la libération des plus de 20 000 prisonniers politiques encore détenus sur l'île de Makrónissos et ailleurs, après la guerre civile grecque.
Lors de sa visite en Grèce, en juin 1987, le président allemand Richard von Weizsäcker choisit le mémorial de Kaisarianí, pour commémorer les victimes de l'occupation de la Seconde Guerre mondiale, dans un geste considéré avec scepticisme, par les milieux conservateurs des administrations grecque et allemande.
Pendant son séjour, Weizsäcker mentionne également les noms de certains autres lieux en Grèce où la Wehrmacht a perpétré des massacres : Kalávryta, Distomo, Klisoura, Komméno, Lyngiádes et Kándanos.
Le 26 janvier 2015, le Premier ministre grec nouvellement élu, Aléxis Tsípras, le premier chef de gouvernement de gauche du pays, se rend au stand de tir et dépose des roses sur le mémorial des exécutions, comme premier acte après avoir prêté serment. Ce geste est largement interprété comme un geste symbolique de défi envers l'Allemagne et son rôle dans la crise de la dette publique grecque.
En octobre 2017, le film To Teleftaío Simeíma (el) (en français : La dernière note) du réalisateur grec, Pantelís Voúlgaris, sort sur les écrans. Il se concentre sur l'histoire des 200, avec comme personnages principaux le commandant de camp allemand, le capitaine SS Karl Fischer (André Hennicke) et le prisonnier politique et interprète grec, Napoleon Soukatzidis (en) (Andreas Konstantinou (en)).

### Source de la traduction
- (en) Cet article est partiellement ou en totalité issu de l’article de Wikipédia en anglais intitulé « 1 May 1944 Kaisariani executions » (voir la liste des auteurs).